# Lunokhod 2
El Lunokhod 2, en rus Луноход-2, caminant lunar, fou el segon de dos astromòbils no tripulats lunars que la Unió Soviètica va enviar a la Lluna com a part del programa Lunokhod.
La nau espacial que transportava el Lunokhod 2, la Luna 21, va aterrar a la Lluna el 15 de gener de 1973 i desplegaria el vehicle l'endemà. Els objectius de la missió eren recollir imatges de la superfície lunar, examinar els nivells de llum ambiental per determinar la possibilitat de fer observacions astronòmiques des de la Lluna, fer experiments amb làsers des de la Terra, observar els rajos X solars, mesurar el camp magnètic local i estudiar la mecànica del sòl de la superfície lunar.
El 9 de maig de 1973 el Lunokhod 2 va entrar inadvertidament a un cràter i la pols va cobrir els seus panells solars i el dissipador de calor, fent que la temperatura augmentés i es malmetés el sistema. Els intents de salvar-lo van fracassar i, el 3 de juny, l'agència de notícies estatal de la Unió Soviètica va anunciar que la missió es donava per finalitzada.

## Lunokhod-2 i subsistemes
El Lunokhod 2 era un vehicle relativament gran, fent 135 cm d'alt, 170 cm de llarg i 160 cm d'ample. El pes total de l'astromòbil era de 840 kg.
Es movia gràcies a vuit rodes amb suspensió, motor elèctric i frens independents. Com que les rodes no podien girar, per fer canvis de direcció el Lunokhod 2 havia de rotar fent girar els motors d'una banda més de pressa que els de l'altra. Per no enfonsar-se a la pols lunar feia servir uns radis estrets i una malla, en comptes de pneumàtics. El vehicle disposava de dues velocitats, la primera a ~1 km/h i la segona a ~2 km/h. Tot i això, la velocitat mitjana va resultar ser de 15,5 m/h. El disseny permetia superar obstacles de 40 cm i forats de 60 cm.
Per conduir-lo, el Lunokhod 2 disposava de tres càmeres de baixa resolució, situades al frontal i a posicions elevades del vehicle, que permetien un angle d'observació de 360° verticalment i 30º horitzontalment. Aquestes càmeres servien per fer fotos mentre el vehicle es movia i guiar-lo a unes freqüències possibles de 3,2; 5,7 i 21,1 segons per imatge. A més a més, als laterals, hi havia dos parells de càmeres panoràmiques que podien escanejar 180° horitzontalment i 30º verticalment. Aquestes imatges s'enviaven a un equip de cinc teleoperadors a la Terra que enviaven ordres de conducció al Lunokhod 2 en temps real: un conductor i un comandant d'equip movien el vehicle mentre un oficial de guiatge, un enginyer de navegació i un enginyer de vol comprovaven el bon funcionament de tots els sistemes.
A més a més, el Lunokhod 2 disposava de molts aparells de mesura fer la seva funció de laboratori mòbil.

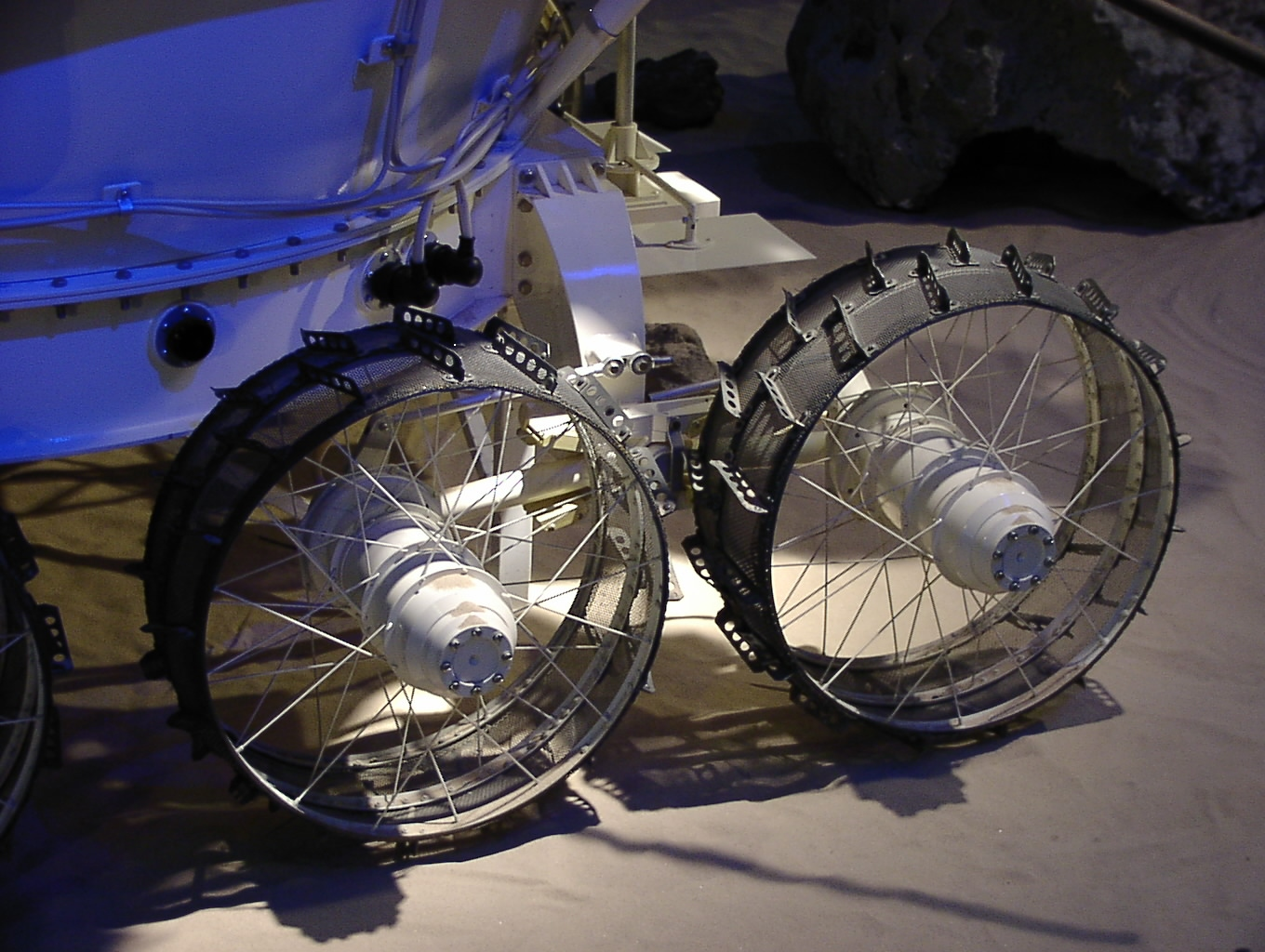
Detall de les rodes del Lunokhod 2.

1. Espectròmetre de rajos X (Rifma-M). Instrument que es feia servir per analitzar la composició del sòl i les característiques físiques i mecàniques. Aquest model era una versió millorada del Lunokhod 1 i permetia fer una anàlisi més precisa del ferro del sòl.[5]
2. Penetròmetre.
3. Reflector làser, de fabricació francesa, per reflectir els senyals làser enviats des de la Terra.
4. Detectors de radiació.
5. Telescopi de rajos X.
6. Hodòmetre.
7. Fotòmetre de rajos de l'espectre visible i ultravioleta.
8. Magnetòmetre, va funcionar durant tot el període d'operació del Lunokhod 2, s'estigués movent o no.
9. Fotodetector d'emissions làser, Rubin-1.

L'energia la subministrava un panell solar que es carregava quan la tapa rodona que cobria tota la badia d'instrumentació s'obria. Un escalfador amb el radioisòtop poloni-210 servia per mantenir l'electrònica escalfada durant les nits lunars, que duren aproximadament dues setmanes terrestres.
El mòdul de descens portava una fotografia de Vladimir Lenin i també hi havia l'escut d'armes de la Unió Soviètica. El conjunt del mòdul d'aterratge i l'astromòbil pesaven 1814 kg.

## Missió
El programa lunar dels Estats Units d'Amèrica les missions Apollo van acabar-se el desembre de 1972. Per aquest motiu, quan es va anunciar el llançament d'un segon astromòbil soviètic a principis de 1973 alguns van sospitar que fos intencionat tot i ser una coincidència, ja que havia costat un any de dissenyar.
Concretament, la nau Luna 21 va enlairar-se a bord d'un coet Proton-K, el 8 de gener de 1973, situant-se a òrbita d'aparcament i posteriorment realitzant una injecció translunar.

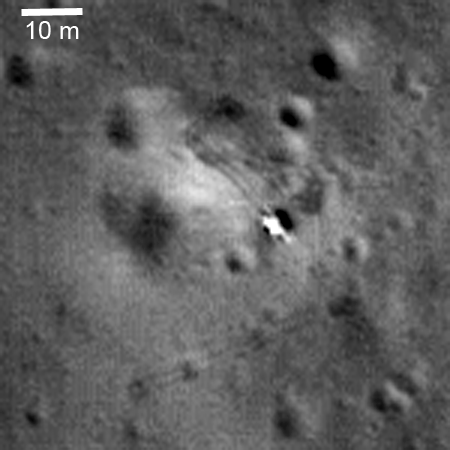
Mòdul d'aterratge estacionat a la Lluna fotografiat pel Lunar Reconnaissance Orbiter el març de 2010.

### Arribada a la Lluna
La Luna 21 pesava 1.814 kg i el vol translunar va ser problemàtic. Primer uns senyals falsos de telemetria gairebé fan avortar la missió i després el Lunokhod 2 va obrir els panells protectors sense que se li enviés l'ordre.
Tot i aquests problemes la Luna 21 va arribar a òrbita gairebé circular segons la data prevista, el 12 de gener, entre 90 km i 110 km a 1 h 58 min, 60º. L'endemà el periluni va descendir a 16 km. Durant la 41ena òrbita al voltant de la Lluna, a 255 km de l'objectiu, la Luna 21 va iniciar el descens, baixant a 215 m/s. L'objectiu era el cràter de 55 km d'ample Le Monnier, el primer objectiu fallit del Lunokhod 1, l'any 1969, i situat a només 180 km de la vall que van visitar Jack Schmitt i Eugene Cernan amb l'Apollo 17. Al marge del Mar de la Serenitat, el cràter erosionat de Le Monnier està situat vora les Montes Taurus.
El motor principal es va encendre a 750 m, aturant-se a 22 m, quan un propulsor secundari va fer l'apropament final fins a 1,5 m. A partir d'aquí el mòdul d'aterratge va caure suaument a la superfície a 7 km/h.
La Luna 21 va aterrar a una zona relativament plana a les coordenades. La zona s'havia seleccionat perquè Le Monnier marca la transició entre el mare inferior i la zona continental superior. La situació exacta de l'aterratge va ser a les coordenades 25,85ºN - 30,45ºE, a hora 02.35 de Moscou del 16 de gener de 1973.

### Recorregut
Un cop fet l'aterratge, primer es van activar les càmeres i es va observar la rodalia des de la posició elevada sobre el mòdul d'allunatge. A continuació va baixar la rampa i va fer un petit recorregut de prova de 30 m, va obrir la tapa superior i va començar a carregar les bateries amb els panells solars.

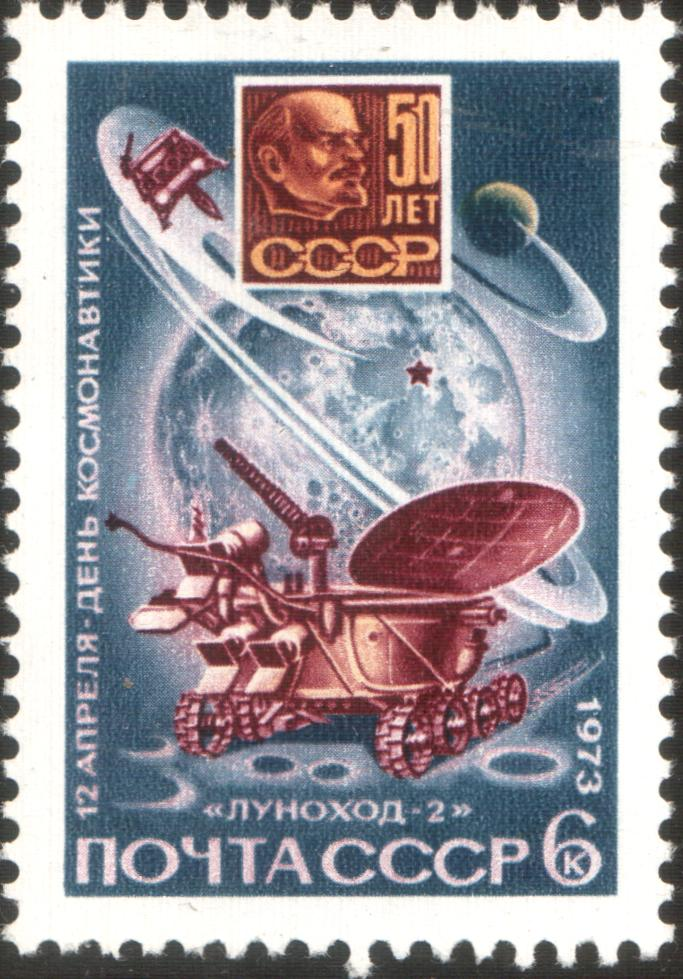
Segell soviètic commemorant l'èxit del Lunokhod 2. Imprès el 12 d'abril de 1973.

La primera part de la missió sobre la superfície lunar va consistir a dirigir-se cap al sud del cràter de Le Monnier i explorar-ne el marge. Durant el primer dia el Lunokhod 2 va creuar amb compte les ondulacions de la regolita, que tenia 6 m de profunditat, esquitxada per petits cràters. Les anàlisis químiques inicials van determinar que el sòl estava format per un 9% d'alumini i un 6% de ferro. Després d'un viatge de 9,8 km el Lunokhod 2 va arribar al marge del cràter durant el transcurs del seu segon dia lunar, el febrer de 1973.
El sòl variava de dur a tou i de compacte a flonjo. A continuació va ascendir al marge d'un cràter de 2 km d'ample als turons Vstrechnye, del rus apropant. Allà la regolita tenia 10 m de profunditat i el ferro es reduïa a un 4,9% i l'alumini creixia a un 11,5%. També hi havia terrasses d'esllavissaments de fins a 15 m d'alçada, amb uns gradients de fins a 20º.
Després d'això, el Lunokhod 2 va iniciar el trajecte més gran. A finals de l'any anterior els astronautes de l'Apollo 17, l'última missió tripulada que aterraria la Lluna, havien fet fotos d'un fossa tectònica a l'est de Le Monnier. S'havia calculat que feia 6 km de llarg, 60 m de profunditat i 500 m d'ample anomenat Fossa recta (en llatí). A partir de març va començar a dirigir-s'hi fent 16,5 km a través d'un terreny molt flonjo però de pocs centímetres de profunditat.
Un cop hi va arribar va començar la perillosa tasca d'analitzar la fossa. Els principals riscos eren xocar amb rocs, quedar atrapat a un cràter o caure a dins de la bretxa tectònica, que en algunes zones arribava als 80 m de profunditat amb 35º de pendent. Però la geologia de la zona era interessant, ja que arribava per sota la capa de regolita, al llit rocós de minerals pristins, basàltics i magmàtics.

### Avaria
Desafortunadament, el 9 de maig de 1973 el Lunokhod 2 va fregar un cràter i pols lunar es va depositar sobre la tapa protectora. Quan van voler tancar la tapa la pols va caure sobre el dissipador de calor, que prevenia el sobreescalfament del sistema durant els dies lunars, i això va provocar que el Lunokhod 2 s'avariés.
El 10 de maig van intentar arreglar el problema mentre la temperatura pujava i, finalment, l'11 de maig van perdre el senyal. La missió es va donar oficialment per acabada el 3 de juny.

## Resultats
Durant el període que va estar operatiu el Lunokhod 2 va viatjar 37 km, va enviar 86 fotos panoràmiques, 80.000 fotos de televisió i va cobrir quatre vegades més distància que el seu predecessor, el Lunokhod 1.
A més a més, va realitzar més de 1.000 anàlisis del sòl i es va aproximar la distància Lluna-Terra amb una precisió de 25 cm, disparant 4.000 cops un raig làser.
El senyal del làser, detectat el desembre de 1973 per l'observatori Pic du Midi a França, va permetre localitzar la posició final del Lunokhod 2 a 30,8549ºE, 25,842ºN.